# Бабянка (Люблінське воєводство)
Бабянка (пол. Babianka) — село в Польщі, у гміні Парчів Парчівського повіту Люблінського воєводства. Населення — 133 особи (2011).

## Історія
За даними етнографічної експедиції 1869—1870 років під керівництвом Павла Чубинського, населення села порівну становили українськомовні греко-католики та польськомовні римо-католики.
У 1975—1998 роках село належало до Білопідляського воєводства.

## Демографія
Демографічна структура станом на 31 березня 2011 року:
|          | Загалом | Допрацездатний вік | Працездатний вік | Постпрацездатний вік |
| -------- | ------- | ------------------ | ---------------- | -------------------- |
| Чоловіки | 68      | 15                 | 44               | 9                    |
| Жінки    | 65      | 7                  | 29               | 29                   |
| Разом    | 133     | 22                 | 73               | 38                   |